# Tarenna yunnanensis
Tarenna yunnanensis är en måreväxtart som beskrevs av Foon Chew How och Wei Chiu Chen. Tarenna yunnanensis ingår i släktet Tarenna och familjen måreväxter. Inga underarter finns listade i Catalogue of Life.